# Alan Percy, 8:e hertig av Northumberland
Alan Percy, 8:e hertig av Northumberland, född den 17 april 1880, död den 23 augusti 1930, var en engelsk adelsman och militär. Han var son till Henry Percy, 7:e hertig av Northumberland (1846-1918) och dennes maka, lady Edith Campbell (1849-1913).
Percy deltog 1901-1902 som kapten i andra boerkriget och belönades därvid med Queen's South Africa Medal. 1908 var han med att slå ner Mahdistupproret i Sudan och under första världskriget stred han med Grenadier Guards samt belönades med att bli riddare av Hederslegionen.
Efter kriget verkade Percy bland annat som finansiär av den högerinriktade veckotidningen Patriot och var under det sista året före sin död kansler för universitetet i Durham.
Alan Percy gifte sig 1911 med Lady Helen Gordon-Lennox (1886-1965), dotter till Charles Henry, 7:e hertig av Richmond & Lennox (1845-1928) och dennes andra maka Isobel Sophie Craven (1863-1887).

## Barn
- Henry Percy, 9:e hertig av Northumberland (1912-1940) skjuten i strid vid Tournai, Belgien.
- Hugh Algernon Percy, 10:e hertig av Northumberland (1914-1988); gift 1946 med Lady Elizabeth Montagu-Douglas-Scott (1922-  )
- Lady Elizabeth Ivy Percy (1916-2008); gift med Douglas Douglas-Hamilton, 14:e hertig av Hamilton & Brandon (1903-1973)
- Lady Diana Evelyn Percy (1917-1978); gift med John Sutherland Egerton, 6:e hertig av Sutherland (1915-2000)